# Campagne de 1871 à l'intérieur
Batailles
- Courbevoie
- Rueil
- Meudon
- Issy
- Semaine sanglante
- Butte-aux-Cailles

La Campagne de 1871 à l'intérieur est le nom officiel utilisé par le Gouvernement de Versailles pour désigner l'ensemble des opérations militaires ayant pour but de prendre le contrôle de l'intégralité du territoire français, de réprimer divers éléments prônant la démocratie directe dont notamment la Garde nationale et les communes insurrectionnelles établies (Paris, Lyon, Marseille, Saint-Étienne, Narbonne, Le Creusot) et d'empêcher d'autres mouvements insurrectionnels de s'ériger en communes (projet de commune de Besançon mais aussi troubles à Toulouse, Brest, etc.). Elle est appelée guerre civile de 1871, guerre civile française de 1871 ou simplement « guerre civile » par les autres parties et les observateurs étrangers. Dans un contexte de succession politique au Second Empire ce conflit militaire oppose l'armée régulière française pour le camp versaillais et la garde nationale pour le camp communard entre le 18 mars et le 7 juin 1871. Son épisode le plus connu est la Semaine sanglante.
Si la victoire du gouvernement de Versailles met fin à la guerre civile en France, permet le maintien de la démocratie représentative et l'entrée en application du traité de Francfort, la brutalité de la répression, son bilan humain et les exactions commises laisseront de profondes traces au sein de la société française. Elles entraîneront également une radicalisation de certains éléments anarchistes qui commettront régulièrement des attentats jusqu'à la fin du XIXe siècle. La garde nationale, pourtant emblématique de la Révolution française, sera par ailleurs purement et simplement dissoute. Cette défaite des communards aura également un fort retentissement international, notamment au sein du mouvement ouvrier, et donnera lieu à la publication de La Guerre civile en France de Karl Marx.

## Histoire
La campagne de 1871 suit de peu la fin des combats de la guerre franco-allemande de 1870 lesquels s'étaient conclus par l'armistice du 28 janvier 1871. D'autres répressions armées de mouvements insurrectionnels ont lieu à la même époque en Algérie (répression de la révolte des Henanchas puis de celle des Mokrani).
Dans un premier temps, les troupes présentes à Paris se replient sur Versailles dès l'éclatement de l'insurrection (18 mars). Au cours des derniers jours de mars, des escarmouches ont lieu à l'ouest de la capitale, notamment au rond-point de Courbevoie, qui est repris par l'armée régulière commandée par le général Vinoy. Le 3 avril, au lendemain d'un premier engagement au rond-point des Bergères (bataille de Courbevoie), les troupes gouvernementales parviennent à contrecarrer la « marche sur Versailles » lancée par la Commune (batailles de Rueil et de Meudon).
Le 6 avril 1871, soit 19 jours après le début de l'insurrection parisienne, Adolphe Thiers, alors « chef du pouvoir exécutif de la République française », signe à Versailles un arrêté organisant l'armée « pour le rétablissement de l'ordre en France ». Comme Vinoy porte la responsabilité de l'échec du 18 mars, c'est le maréchal de Mac Mahon, plus populaire, qui est nommé général en chef.
Les opérations commencent le 11 avril autour de la capitale, avec pour objectifs la prise du fort d'Issy puis celle du saillant du Point-du-Jour. Pendant le reste du mois, de nombreuses positions sont reprises par l'armée versaillaise, qui a été renforcée dès le 23 avec l'arrivée de deux nouveaux corps formés avec les prisonniers de guerre évadés ou libérés par l'Allemagne. Le 9 mai, le fort d'Issy est occupé au terme de deux semaines de combat. Celui de Vanves tombe à son tour le 13 mai, jour où commence véritablement l'attaque de l'enceinte de la capitale. Le 21 mai, les troupes versaillaises font leur entrée dans Paris intra-muros, lançant ainsi une semaine de combats et d'exactions connue sous le nom de « Semaine sanglante ».
Si les derniers assauts ont lieu le 28 mai, la fin de la campagne ne sera fixée qu'au 7 juin suivant par une circulaire ministérielle datée du 22 mai 1873. Celle-ci rattache également à la « campagne à l'intérieur » les interventions militaires, plus limitées, concernant les villes de :
- Toulouse (22 mars-3 avril),
- Marseille (Commune de Marseille, 23 mars-4 avril),
- Narbonne (Commune de Narbonne, 24-31 mars),
- Saint-Étienne (Commune de Saint-Étienne, 25 mars-1er avril),
- Limoges (4-7 avril),
- Bordeaux (17 avril),
- Lyon (Commune de Lyon, 30 avril-1er mai),
- Montereau (7-8 mai)[19].

Le traité de Francfort est signé le 10 mai 1871, alors que la situation intérieure en France n'est pas encore normalisée. Les troupes allemandes occupent une partie du territoire français jusqu'en 1873.